# Хистеварз (джамоат)
Хистеварз, или Хистеварзский джамоат (тадж. Ҷамоати деҳоти Хистеварз, до 2012 года – Кистакузский джамоат) — джамоат (сельская община) в Гафуровском районе Согдийской области Таджикистана. Административный центр — село Хистеварз. 
Образован в 1929 году из Кистакузской волости, как Кистакозский кишлачный совет. 
На территории джамоата имеются 2 промышленных предприятия, 1 филиал «Таджиктелеком», 42 учреждения сферы обслуживания, 9 общеобразовательных школ, 2 дошкольных учреждения, 2 библиотеки, 1 больница, 2 медпункта, 6 медцентров и 1 стадион. 

## Население
Численность населения джамоата в 2015 году составило 52 758 человек, или 56 497 человек. Годовой прирост населения — 2,4%, плотность — 132 чел./км². В 2013 г. – 54 418 человек (27 050 мужчин, 27 362 женщин). Большинство населения составляют таджики, также есть узбеки, киргизы и русские.

## Населённые пункты
| № | Населённый пункт | Прежние названия | Тип населённого пункта | Население 2017 |
| - | ---------------- | ---------------- | ---------------------- | -------------- |
| 1 | Хистеварз        | Кистакуз         | деха, адм. центр       | 57 440         |
| 2 | Сохилоб          | Социализм        | деха                   | 24             |
| 3 | Мирзобаходур     |                  | деха                   | 356            |

## География
Расположен на границе с Киргизией (граничит с селом Борбордук Лейлекского района) и в 10 км от райцентра. Площадь джамоата 19124 га, из которых 4456,3 га плодородны. 
Джамоат также делится на 22 махаллы: Бахористон, Бахт-1, Бахт-2, Дусти, Чавгали боло-1, Чавгали боло-2, Фрунзе, Чуйи мугули Точикистон, Чуйи мугули Точикистон-2, Кинтирик-1, Кинтирик-2, Осиё-1, Осиё-2, Чуйи мугули Д. Азизов-1, Чуйи мугули Д. Азизов-2, Джакар, Хавзаки боло, Хавзаки поён-1, Хавзаки поён-2, Чинор, Арбоб, Чкалов.